# Unten am Fluss

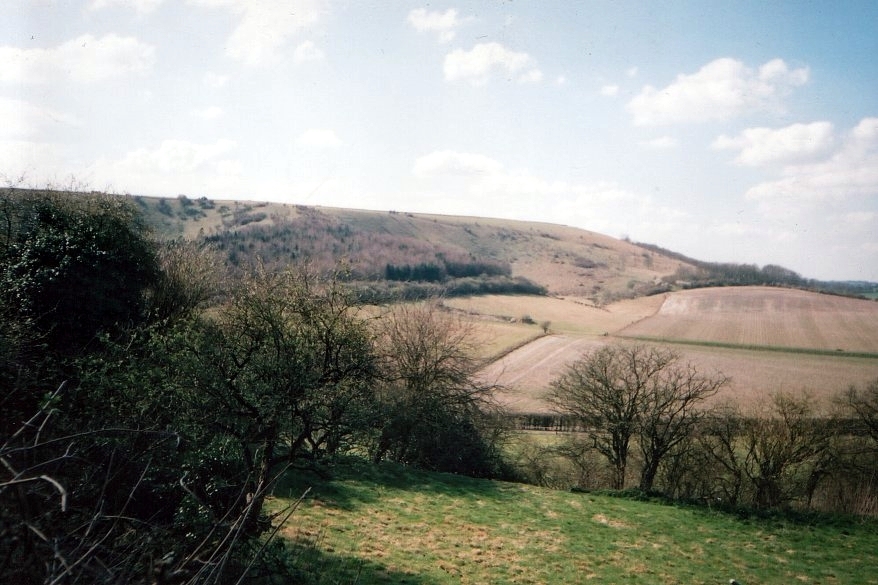
Der Watership Down, aufgenommen aus nordöstlicher Richtung (März 2004)

Unten am Fluss (englischer Originaltitel: Watership Down) ist ein im Jahr 1972 erschienener Roman von Richard Adams. Der namengebende Hügel Watership Down, im Norden von Hampshire gelegen, stellt einen der zentralen Handlungsorte der Geschichte dar. Auch alle anderen Schauplätze existierten zumindest zur Zeit der Veröffentlichung tatsächlich. Unten am Fluss war das erste und erfolgreichste Buch des Autors; die weltweite Gesamtauflage wird auf über 50 Millionen Stück geschätzt.
Der Abenteuerroman handelt von einer Gruppe Wildkaninchen, die aufgrund einer düsteren Prophezeiung des jungen Rammlers Fiver aus ihrem alten Gehege fliehen. Auf der Suche nach einer neuen Heimat müssen die von Fivers Bruder Hazel angeführten Kaninchen zahlreiche Abenteuer bestehen. Sie besitzen zwar eine eigene Kultur, trotzdem sind die Kaninchen und anderen Tiere in Unten am Fluss weniger stark vermenschlicht als anthropomorphe Tiere in vergleichbaren Geschichten wie Der Wind in den Weiden. So entspricht ihr Körperbau dem echter Tiere und sie verwenden keine Technik.

## Handlung

### Erster Teil – Die Reise

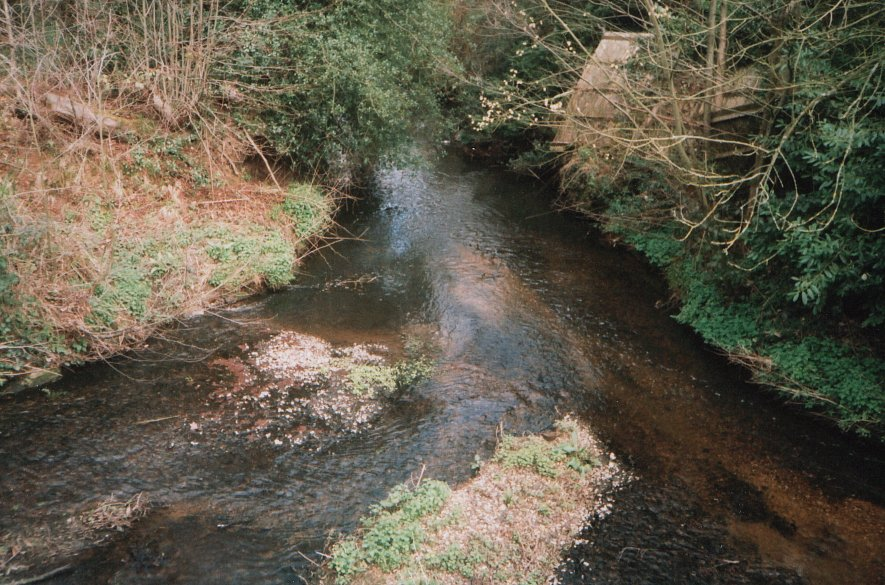
Floß am Ufer des Enborne (März 2004)

Ihren Anfang nimmt die Geschichte damit, dass der schmächtige junge Rammler Fiver seinem größeren Bruder Hazel von seiner apokalyptischen Vision der bevorstehenden Zerstörung ihrer Heimat, dem behaglichen Sandleford-Gehege, erzählt und ihn drängt, es so schnell wie möglich zu verlassen. Zuerst zögert Hazel zwar, aber nach einer ergebnislosen Unterredung mit dem Oberkaninchen Threarah brechen die beiden zusammen mit neun anderen besorgten oder unzufriedenen Gehegebewohnern auf, um eine neue Heimat zu suchen. Zu diesen gehört auch Bigwig, ein Mitglied der „Owsla“ von Sandleford (eine zumeist militärisch ausgerichtete Organisation innerhalb eines Geheges, die direkt dem Oberkaninchen unterstellt ist). Weitere Mitglieder der Gruppe sind Blackberry, Buckthorn, Dandelion, Pipkin, Silver und die im Verlauf der Geschichte eher unauffällig bleibenden Acorn, Hawkbit und Speedwell.
Zahlreiche Gefahren, die von natürlichen Feinden und den Unbilden der Natur und des Wetters ausgehen, stellen die unerfahrenen Flüchtlinge immer wieder vor große Herausforderungen. Nach der Überquerung des Flusses Enborne auf einem Floß und dem Marsch durch ein kaum Schutz bietendes Heidekrautfeld stoßen sie auf ein idyllisch gelegenes Gehege gut genährter Kaninchen, die Hazel und seinen Gefährten das Angebot machen, sie bei sich aufzunehmen. Die Kaninchen um Cowslip weisen nicht das raue, urtümliche Verhalten wilder Kaninchen auf und haben eine melancholisch geprägte Kultur entwickelt, die im scharfen Gegensatz zur ursprünglichen Mythologie der Kaninchen um ihren gewitzten Stammvater, El-ahrairah, steht. Fiver warnt seine Gefährten, dass etwas nicht stimme, aber diese hören zuerst nicht auf ihn.
Wie sich jedoch später zeigt, haben die Gehegebewohner einen sprichwörtlichen Pakt mit dem Teufel geschlossen, der in verschlüsselter Form auch in ihrer Poesie thematisiert wird: Zwar sorgt ein Mensch für das leibliche Wohl der Kaninchen, indem er sie mit Futter versorgt und vor Feinden wie Füchsen schützt, aber dafür tötet er immer wieder einzelne Kaninchen durch ausgelegte Drahtfallen. Nachdem Bigwig in eine derartige Falle gerät und fast getötet wird, machen sich die Flüchtlinge auf den Weg zu dem in südlicher Richtung gelegenen Hügel Watership Down, der von Fiver als neue Heimat auserkoren wurde. Strawberry, dessen Weibchen Nildro-hain vor kurzem getötet wurde, schließt sich der Gruppe an.

### Zweiter Teil – Watership Down

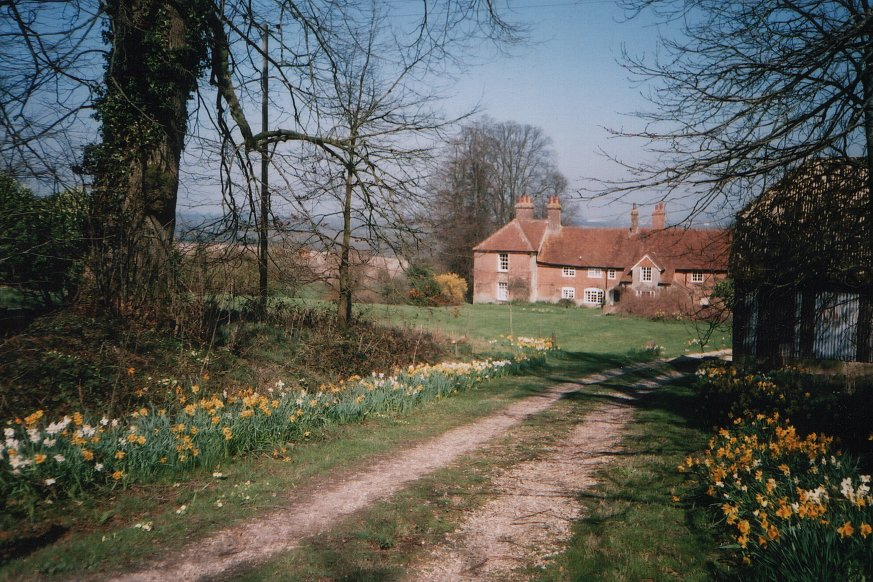
Die Nuthanger Farm (März 2004)

Nach einer mehr als drei Kilometer langen Wanderung erreichen die Helden schließlich den Watership Down, wo sie bald damit beginnen, einen eigenen Bau anzulegen, um so den Grundstein für ein eigenes Gehege zu legen. Unterdessen stoßen sie überraschend auf Holly, den ehemaligen Hauptmann der Owsla von Sandleford, der die abtrünnigen Owslamitglieder Bigwig und Silver ursprünglich wegen Meuterei verhaften sollte. Ihm zur Seite steht sein Freund Bluebell, der fortan versucht, seine Gefährten in scheinbar aussichtslosen Situationen mit schlechten Witzen aufzuheitern. Sie erzählen ihnen von der schrecklichen Zerstörung des heimatlichen Baus, der neuen Häusern weichen musste. Fast alle Kaninchen seien dabei von Bauarbeitern durch den Einsatz von Giftgas getötet worden. Fivers Befürchtungen haben sich also bewahrheitet.
Später schließen die Kaninchen Freundschaft mit der Lachmöwe Kehaar, indem sie das am Flügel verletzte Tier gesund pflegen.
Erst jetzt fällt den Flüchtlingen auf, dass es sich bei ihnen ausschließlich um Rammler handelt und ihr Gehege ohne Zibben über kurz oder lang dem Untergang geweiht ist. Nach einem Erkundungsflug weist sie Kehaar auf ein großes Gehege einige Kilometer südlich des Watership Downs hin. Anstatt jedoch mit den daraufhin ausgesandten vier Boten über das Überlassen einiger überzähliger Weibchen zu verhandeln, zwingt sie das dortige Oberkaninchen General Woundwort dazu, sich dem Efrafa-Gehege anzuschließen. Holly und den anderen Gesandten gelingt zwar die Flucht, aber sie kehren ohne Weibchen nach Watership Down zurück.
In einem Intermezzo gelingt es wenigstens einem von Hazel angeführten Kommando, drei Hauskaninchen aus der nahe gelegenen Nuthanger Farm zu entführen, darunter zwei Zibben. Hazel wird dabei angeschossen und von seinen Gefährten anfänglich für tot gehalten, von Fiver aber am nächsten Tag lebend in einem Abflussrohr entdeckt. Weil dies jedoch nicht ausreicht um das langfristige Überleben des Geheges zu sichern, machen sich anschließend fast alle Gruppenmitglieder auf das gefährliche Unterfangen, einige Weibchen aus Efrafa zu entführen.

### Dritter Teil – Efrafa

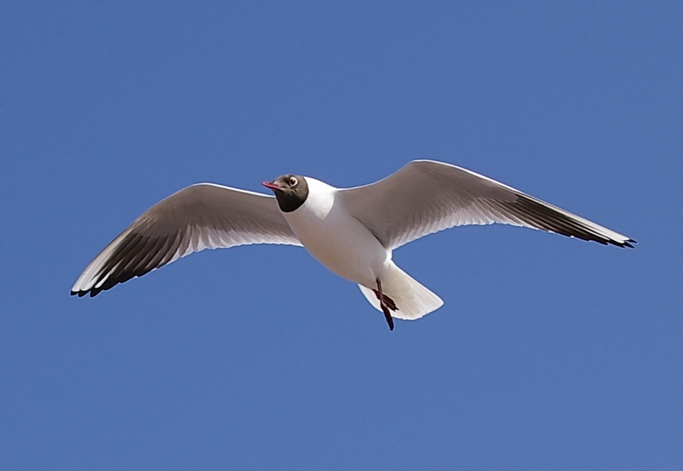
Lachmöwe

General Woundwort, der Gründer des Efrafa-Geheges, wird ob seiner legendären Kampfkraft respektiert und gefürchtet. Um sein Volk vor Feinden zu schützen, hat er ein totalitäres Gesellschaftssystem installiert, das auf der ständigen Überwachung aller Untertanen basiert, die dazu unter anderem mit speziellen Markierungen versehen werden. Obwohl der Kaninchenbau inzwischen überfüllt ist und viele der gestressten Weibchen keine eigenen Kinder mehr bekommen können, sind Ausbruchsversuche streng verboten.
Um einen aussichtslosen Kampf gegen die zahlenmäßig weit überlegenen Gegner zu vermeiden, gibt sich der als Spion auserkorene Bigwig als wandernder Junggeselle aus, der Anschluss an ein Gehege sucht. Aufgrund seiner Kampfkraft erhält er tatsächlich eine Stelle in der Owsla von Efrafa und kann in der Folgezeit einige Weibchen um die Anführerin der Rebellinnen, Hyzenthlay, davon überzeugen, einen Ausbruchsversuch mit ihm zu wagen. Woundwort vereitelt jedoch eher zufällig den ersten Ausbruchsversuch, indem er Bigwig im entscheidenden Moment anspricht und zu einer Unterhaltung zu ihm bittet. Die vorlaute junge Zibbe Nelthilta verrät schließlich sogar das geplante Ansinnen, aber gleichzeitig gelingt Bigwig während eines schweren Gewitters zusammen mit zehn Weibchen und Blackavar die Flucht.
Weil er trotz seiner Fähigkeiten als Spurenleser nicht in die Owsla von Efrafa aufgenommen wurde, unternahm Blackavar einen Monat zuvor einen gescheiterten Ausbruchsversuch, woraufhin er zur Abschreckung anderer unzufriedener Gehegebewohner gefoltert wurde. Um den dem Tode geweihten Gefangenen nicht zurücklassen zu müssen, änderte der großes Mitleid mit ihm empfindende Bigwig seinen ursprünglichen Plan und riskierte beim Angriff auf dessen Wächter sogar das Scheitern des Plans. In der anschließenden Verfolgungsjagd werden Bigwig und seine zu ihm gestoßenen Gefährten im Kampf gegen die Verfolger um General Woundwort tatkräftig von Kehaar unterstützt.

### Vierter Teil – Hazel-rah

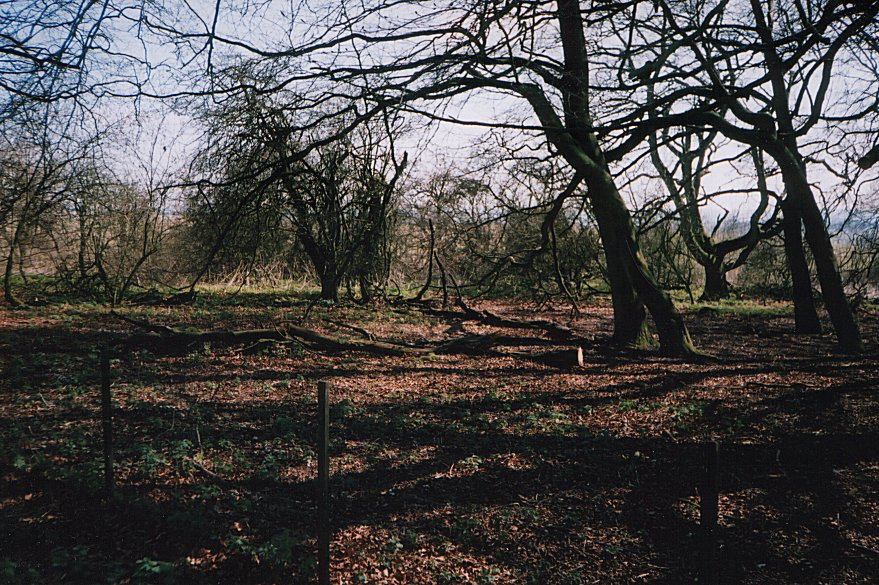
Hypothetischer Standort des Kaninchenbaus von Watership Down (März 2004)

Nach einer riskanten Bootsfahrt auf dem Fluss Test erreichen schließlich alle Gruppenmitglieder bis auf zwei auf dem Weg verstorbene Weibchen den Kaninchenbau in Watership Down. Sie werden jedoch von einer Patrouille des auf Rache sinnenden Woundwort entdeckt, der anschließend mit mehr als zwei Dutzend seiner besten Kämpfer einen vernichtenden Angriff auf das Gehege von Watership Down startet. Gerade noch rechtzeitig werden dessen Bewohner von einer Feldmaus, die von Hazel im zweiten Teil vor einem Turmfalken gerettet wurde, gewarnt, so dass sie zur Verbesserung der Verteidigungsmöglichkeiten die Zugangslöcher des Baus zum Einsturz bringen können. In einem dramatischen Zweikampf gelingt es Bigwig, General Woundwort schwer zu verletzen; die übrigen Angreifer werden kurz darauf vom Hofhund der Nuthanger Farm verjagt, der von einer von Hazel angeführten dreiköpfigen Gruppe zum Kaninchenbau geführt wurde. Hazel wird dabei von einer Katze angefallen, die Bauerstochter Lucy rettet ihn aber noch rechtzeitig aus deren Klauen und setzt ihn nach einer Untersuchung beim Tierarzt wieder aus.
Groundsel, Thistle und drei weitere Mitglieder der Owsla von Efrafa schließen sich nach dem fehlgeschlagenen Angriff dem Gehege von Watership Down an, von den anderen Angreifern kehren nur sechs oder sieben lebend nach Efrafa zurück. Woundworts Verbleib nach der Auseinandersetzung mit dem Hund bleibt unklar, er geht jedoch in die Kaninchenfolklore ein, indem Mütter ihre unartigen Kinder fortan davor warnen, dass sie der „General“ hole, wenn sie weiter unartig seien. Nach dem Sieg der Verteidiger kommt es zum Friedensschluss zwischen Watership Down und dem unter neuer Führung stehenden Efrafa. Groundsel steigt später sogar zum ersten Oberkaninchen des auf halbem Weg zwischen den beiden Hauptbauten gelegenen neu gegründeten Geheges auf.
In einem emotionalen Schluss nach dem letzten regulären Kapitel des Buches wird der alt gewordene Hazel, dessen Abenteuer selbst zur Legende geworden sind, nach seinem Tod von El-ahrairah dazu eingeladen, in seine Owsla einzutreten. Dass es sich dabei eindeutig um El-ahrairah und nicht etwa um ein Owslamitglied oder gar den Sonnengott Frith handelt, wie teilweise behauptet wird, beweisen die zwei folgenden Textauszüge: „[Frith im Gespräch mit El-ahrairah:] Aber da wir gerade von Geschenken sprechen, ich habe dir ein paar Kleinigkeiten mitgebracht. Ein Paar Ohren, einen Schwanz und Barthaare. Du magst die Ohren zuerst etwas seltsam finden. Ich habe etwas Sternenlicht hineingetan“ und „Dann sah er [Hazel], daß die Ohren des Fremden in einem schwachen silbernen Schein in der Dunkelheit leuchteten“.

## Hauptfiguren

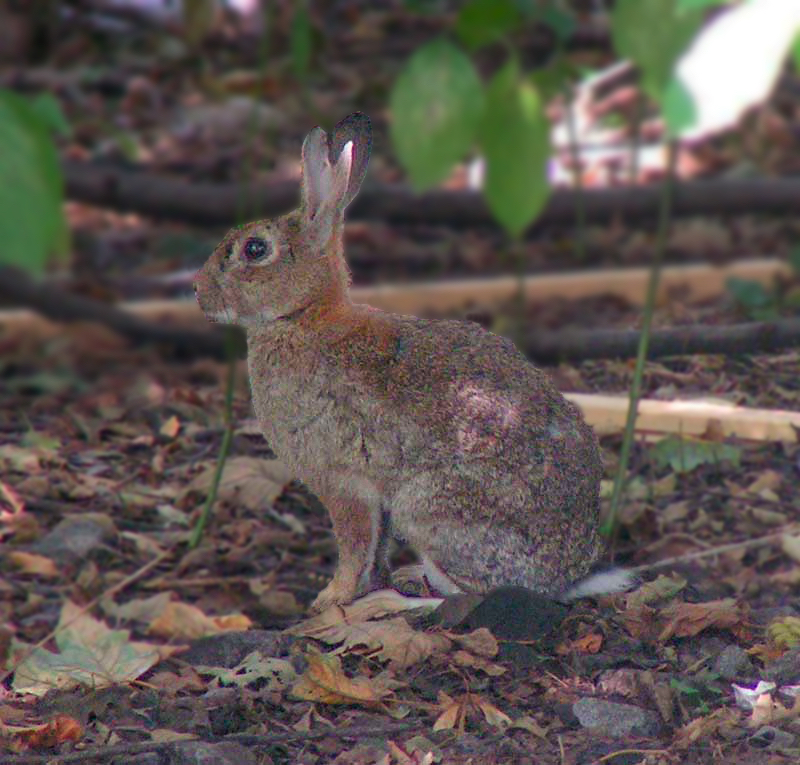
Wildkaninchen

Im Hinblick auf die Handlung von Unten am Fluss ist erwähnenswert, dass sie nicht aus dem Blickwinkel eines oder weniger Helden erzählt wird, sondern auch detailliert auf das Handeln und die Gefühlswelt der Nebenfiguren eingegangen wird. Dadurch treten deren unterschiedliche Charaktere sehr deutlich zu Tage, was sich jedoch nicht unbedingt in ihrer sehr ähnlichen Sprechweise widerspiegelt. Hazel, Fiver und Bigwig können als die drei Hauptfiguren der Handlung angesehen werden, General Woundwort nimmt darüber hinaus die Rolle des Antagonisten der Helden ein.

### Hazel
Hazel, von seinen Gefährten später respektvoll mit „Hazel-rah“ angeredet (das Suffix „-rah“ steht für eine erhabene Position, vergleichbar mit der eines Fürsten oder Prinzen), übernimmt als Anführer der Sandleford-Flüchtlinge später auch die Rolle des Oberkaninchens des neuen Geheges von Watership Down. Zwar ist er im Gegensatz zu den meisten anderen Oberkaninchen nicht gerade stark, strahlt dafür aber natürliche Autorität aus und ist entschlussfreudig. („Später hatte Hazel gesagt, es bliebe gar nichts anderes übrig, als das offene Weideland zu überqueren, und unter Silvers Leitung hatten sie es überquert“) Zudem wird seine Fähigkeit zum analytischen Denken nur von Blackberry übertroffen, der als klügstes Gruppenmitglied sogar schwierige Konzepte versteht, die den geistigen Horizont eines normalen Kaninchens übersteigen. Zu seiner Stellung als Sympathieträger trägt ebenfalls bei, dass er Pipkin, einen schwachen, aber äußerst loyalen Mitstreiter, von Beginn an unter seinen besonderen Schutz stellt. („Wo immer wir uns niederlassen werden, dachte Hazel, ich bin entschlossen, dafür zu sorgen, daß Pipkin und Fiver nicht unterdrückt und herumgestoßen werden“)

### Fiver
Hazels Bruder Fiver, in der Kaninchensprache auch Hrairoo („Kleines Tausend“) genannt, ist als letzter seines Wurfs von schmächtiger Statur. Seine übernatürliche Gabe der Vision rettet seinen Gefährten aber mehrmals das Leben; so warnt er sie zum Beispiel davor, dass in Cowslips Gehege etwas nicht stimmt. („Sagte ich, das Dach dieser Halle wäre aus Knochen? Nein! Ein großer Nebel von Torheit bedeckt den ganzen Himmel, und wir werden nie mehr Friths Licht sehen.“) Wie auch das Zitat aus Äschylus’ Agamemnon vor dem ersten Kapitel verdeutlicht, wurde seine Rolle maßgeblich von der der Kassandra inspiriert. Weil er somit trotz seiner körperlichen Schwäche eine wichtige Rolle in der Gemeinschaft übernimmt, stellt er wohl für viele Leser die neben Hazel wichtigste Identifikationsfigur dar.

### Bigwig
Bigwig, dessen Name auf ein dichtes Fellbüschel zwischen seinen Ohren anspielt und in der Kaninchensprache Thlayli („Fellkopf“) lautet, ist als ehemaliges Mitglied der Owsla von Sandleford der erfahrenste Kämpfer der Gruppe. Interessant ist, dass er und nicht Hazel die Hauptrolle in den zwei Höhepunkten der Geschichte spielt, dem Spionageeinsatz in Efrafa und dem Kampf gegen General Woundwort. Wie wichtig er noch für den Sieg über ihre Widersacher werden würde, wurde von seinen Gefährten schon früh erkannt. („Trotz Hazels Bemühungen neben der Falle war nicht einer unter ihnen, der sich nicht hundeelend bei dem Gedanken fühlte, daß Bigwig tot sein könnte, und sich wie Blackberry fragte, was dann aus ihnen geworden wäre.“)

### General Woundwort
General Woundwort ist der tyrannische Herrscher von Efrafa. Von einigen anderen Bösewichtern unterscheidet er sich dadurch, dass er nicht aus rein selbstsüchtigen Interessen handelt, sondern sich auch für sein Volk einsetzt. („General Woundwort wachte über sie mit unermüdlichem Eifer, der ihm ihre Treue gewann, wenngleich sie ihn fürchteten.“) So ist auch die Bewunderung Groundsels für Woundwort selbst nach dessen (mutmaßlichem) Tod zu verstehen. Seine letzte moralische Integrität verliert er aber spätestens zu dem Zeitpunkt, in dem er Hazels Friedensangebot ausschlägt. („Einen Herzschlag lang blitzte die Idee […] vor ihm auf. Er begriff sie und erkannte, was sie bedeutete. Beim nächsten Herzschlag schob er sie beiseite.“) Gewalt ist für ihn das einzige Mittel, um Probleme aus der Welt zu schaffen, und das macht ihn trotz seiner Klugheit und seines Muts zu einem verwerflichen Subjekt.

## Anthropomorphe Aspekte

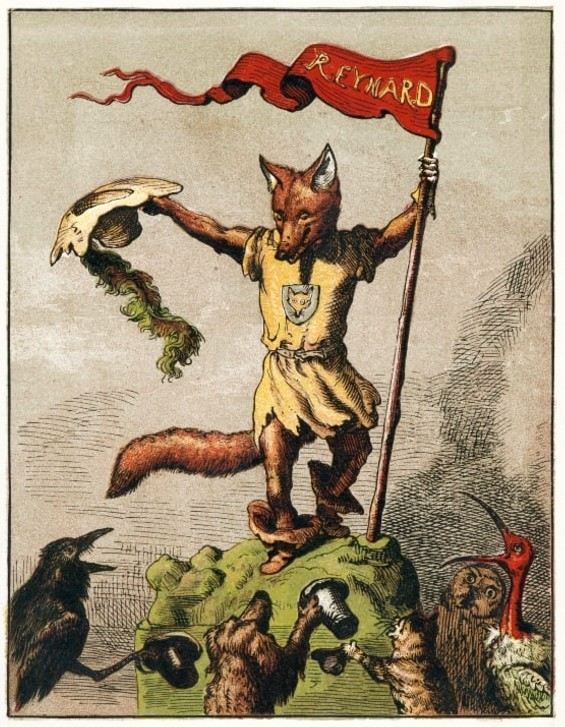
Reineke Fuchs, eine klassische Fabel

Die in der Geschichte vorkommenden Kaninchen und anderen Tiere sind weniger stark vermenschlicht als in den meisten anderen Tiergeschichten. Ihr Körperbau entspricht dem echter Tiere, sie verwenden keine Technik, ihr geistiger Horizont ist auf ihre unmittelbare Umgebung begrenzt und sie zeigen instinktives Verhalten. Andererseits werden die Tiere als intelligente, rational denkend und handelnde Wesen dargestellt, die sich wie Menschen miteinander unterhalten können. Darüber hinaus besitzen die Kaninchen eine eigene Kultur, die auf einer eigenen Mythologie und Vokabeln einer eigenen Sprache basiert. Vom Autor wurde dieser Gegensatz so zusammengefasst, dass ihr Verhalten zwar dem von Kaninchen entspreche, sie aber gleichzeitig von menschlichen Gefühlen geleitet werden würden. Aus diesem Grund ist Unten am Fluss keine klassische Fabel wie etwa Reineke Fuchs, sondern weist durch die Verwendung intelligenter Tiere als Protagonisten nur Elemente dieser literarischen Gattung auf.

### Sprache der Kaninchen
Weil sie nur aus ungefähr 30 feststehenden Begriffen und Redewendungen besteht, handelt es sich bei der Sprache der Kaninchen, Lapine genannt, nicht um eine echte konstruierte Sprache. Trotzdem wird der Eindruck einer glaubwürdigen Welt dadurch verstärkt, dass für die wichtigsten Konzepte im Leben eines Kaninchens eigene Begriffe existieren. So werden natürliche Feinde als elil bezeichnet, das gemeinschaftliche Fressen im Freien als silflay und Kraftfahrzeuge als hrududil. Wenn die genaue Bedeutung eines Wortes nicht aus dem Text hervorgeht, wird in einer Fußnote die entsprechende Übersetzung angegeben; in einigen englischen Ausgaben befindet sich im Anhang auch ein Wörterbuch. Die Namen der Kaninchen entstammen meistens der Flora (Hazel – Haselnussstrauch), seltener beziehen sie sich auf eine hervorstechende Eigenschaft (Silver hat ein silbern glänzendes Fell). Einige Kaninchen werden von den anderen auch gelegentlich mit ihrem entsprechenden Namen in der Kaninchensprache angeredet, sofern man diesen überhaupt erfährt.

### Mythologie der Kaninchen
Wesentlicher Teil der Kaninchenmythologie sind Sagen über die Abenteuer des Stammvaters der Kaninchen, El-ahrairah. Im Roman gibt es fünf vollständig erzählte derartige Geschichten, die von Dandelion, dem talentiertesten Geschichtenerzähler der Gruppe, oder Bluebell erzählt werden: „Wie El-ahrairah gesegnet wurde“ (6. Kapitel, Dandelion), „Die Geschichte vom Salat des Königs“ (15. Kapitel, Dandelion), „Die Geschichte von El-ahrairahs Prozess“ (22. Kapitel, Bluebell), „Die Geschichte von El-ahrairah und dem Schwarzen Kaninchen von Inlé“ (31. Kapitel, Dandelion) und „Die Geschichte von Rowsby Woof und dem Zauberischen Wogdog“ (41. Kapitel, Dandelion).
Das wichtigste Handlungselement der Sagen um El-ahrairah, dem „Fürst mit tausendfachen Feinden“, und seinen Gefährten Rabscuttle ist deren trickreiches Vorgehen um einen Vorteil für sich und ihr Volk herauszuschlagen, indem sie etwa den Salat aus dem Garten von König Darzin stehlen. Zu den wichtigsten der anderen märchenhaften Figuren zählt der Sonnengott Frith, der El-ahrairah in der ersten Geschichte das Versprechen gibt, dass sein Volk selbst angesichts der unzähligen Feinde überleben werde, wenn er stets schlau und voller Listen sei. Sein Widerpart ist das durch den Mond symbolisierte Schwarze Kaninchen von Inlé, der Sensenmann der Kaninchen. Hauptwidersacher von El-ahrairah ist der Frith untergebene Halbgott Fürst Regenbogen, der immer wieder erfolglos versucht, El-ahrairahs Treiben Einhalt zu gebieten.
Gerade in Zeiten der Not kommt diesen Sagen eine besondere Bedeutung zu, da die Kaninchen durch sie an ihr gemeinsames Erbe erinnert und zu neuen Heldentaten inspiriert werden. Im letzten Kapitel erzählt Fivers Weibchen Vilthuril ihren Kindern eine Sage über ein neues Abenteuer El-ahrairahs, das eindeutig auf den ersten zwei Teilen von Unten am Fluss basiert. Mit dem Unterschied jedoch, dass die Kaninchen in Cowslips Gehege von ihr etwa wie folgt beschrieben werden: „Sie trugen glänzende Kragen um ihren Hals und sangen wie die Vögel, […]. Aber obgleich sie so schön aussahen, waren ihre Herzen dunkel und tharn.“ Wie Gregg Levoy in Callings mit den Worten „Mythen sind vielleicht nicht ihrem Buchstaben nach wahr, aber in der Psyche werden sie es.“ feststellte, ist diese für menschliche Verhältnisse extrem schnelle Mythisierung der tatsächlichen Geschehnisse aber nicht negativ zu sehen, weil nur so auch spätere Generationen noch von ihnen profitieren können. (Originalzitat: ”[…] myths may not be literally true, but they are psychologically true.“) Auch wenn im Nachwort die metaphysische Existenz El-ahrairahs „bewiesen“ wird, ist unklar, inwieweit die anderen Sagen um El-ahrairah ebenfalls auf derart mythisierten „echten“ Heldentaten vergangener Tage beruhen.

## Form

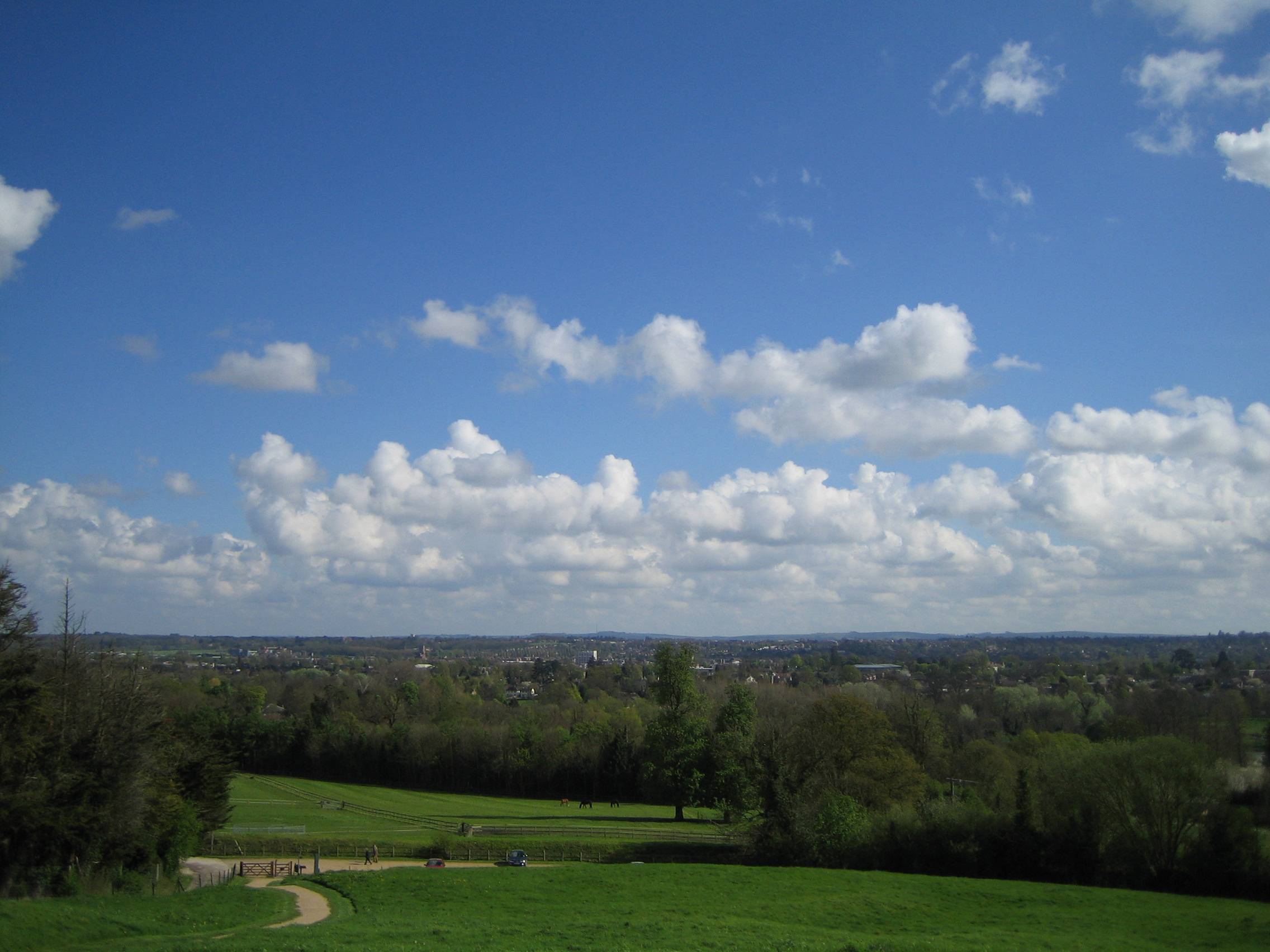
Newbury, die Geburtsstadt von Richard Adams

Die im Präteritum geschriebene Geschichte wird aus Sicht eines allwissenden Erzählers erzählt, der sich einige Male vom konkreten Geschehen löst und den Leser in einer direkten Ansprache mit den Eigenheiten des Kaninchenlebens vertraut macht. („Kaninchen sind in vieler Hinsicht wie menschliche Wesen (sagt Mr. Lockley). […] Sie haben eine bestimmte Eigenschaft, die mit Gleichgültigkeit oder Gefühllosigkeit zu beschreiben nicht zutreffend wäre. Es ist eher eine glückliche Einbildungskraft und ein intuitives Gefühl, daß das Leben Jetzt ist.“) Vor jedem der auf vier Teile aufgeteilten 50 Kapitel steht ein aus einem berühmten literarischen Werk stammendes Zitat, das einen losen inhaltlichen Bezug zum folgenden Abschnitt aufweist. So wird das Kapitel, in dem General Woundwort näher vorgestellt wird, mit einem Zitat aus Carl von Clausewitz’ Vom Kriege eingeleitet: „Wie ein Obelisk, auf den die Hauptstraßen einer Stadt zulaufen, steht der starke Wille eines stolzen Geistes führend und gebieterisch inmitten der Kriegskunst.“ Die einzelnen Teile beziehungsweise Kapitel sollen eine gewisse inhaltliche Abgeschlossenheit des jeweiligen Abschnitts verdeutlichen, wirken aber mitunter willkürlich gewählt; so knüpft das Geschehen des ersten Kapitels des vierten Teils nahtlos am letzten Kapitel des dritten Teils an.
In den meisten Ausgaben befindet sich eine von Richard Adams damaliger Kollegin Marilyn Hemmett gezeichnete Landkarte der Gegend um den Watership Down, in der die wichtigsten Stationen der Reise markiert sind, sowie eine detailliertere Karte der Umgebung von Efrafa. Auffällig ist die exakte Beschreibung der Landschaft um den Watership Down und der dort vorkommenden Tier- und Pflanzenarten. Im Zuge seiner Arbeit am Buch führte Richard Adams dazu gelegentlich Recherchen vor Ort durch, meistens verließ er sich aber auf seine Erinnerung. Er wurde am 9. Mai 1920 in der Kleinstadt Newbury geboren, die in unmittelbarer Nähe des hypothetischen Standorts des Sandleford-Geheges liegt, und verbrachte auch einen Teil seiner Kindheit in der Gegend. Laut einigen Kritiken trage gerade diese genaue Wiedergabe der örtlichen Gegebenheiten erheblich zum Eindruck einer glaubwürdigen Welt bei.

## Themen und Motive
Unten am Fluss war von Richard Adams vor allem als spannende Abenteuergeschichte für Kinder und Jugendliche gedacht, die Handlung lässt aber trotzdem einige weitergehende Interpretationsansätze zu:

### Gesellschaftssysteme
Obwohl Richard Adams dem oft widersprochen hat, zum Beispiel mit den Worten „‚Ist es eine Parabel, Herr Adams, eine Allegorie?‘ Ich sage immer: ‚Nein, es ist eine Geschichte über Kaninchen!‘“ (Originalzitat: ”’Is it a parable, Mr Adams, an allegory?‘ I always say: ’No, it’s a story about rabbits!‘“), sehen viele Leser Unten am Fluss als politische Allegorie. Ähnlich wie in Farm der Tiere der Stalinismus angeprangert werde, setze sich auch Unten am Fluss mit dystopischen Gesellschaftssystemen auseinander, wenngleich in allgemeinerer Form.
In Cowslips Gehege erkauften sich die Kaninchen ihr bequemes Leben dadurch, dass sie sich der ständigen Gefahr eines schnellen Todes durch eine der ausgelegten Fallen ausgesetzt sehen würden. In dem egalitären sozialistischen System, in dem niemand die Verantwortung für das grausige Geschehen übernehme, hätten die Gehegebewohner infolge der lethargischen Hinnahme des Status quo unnatürliche Verhaltensweisen entwickelt. Sie hätten ihr Selbst verloren und seien nur noch äußerlich Kaninchen, aber nicht mehr in ihrem Innern. Auf der anderen Seite seien die Kaninchen des Efrafa-Geheges dank des von General Woundwort installierten totalitären Gesellschaftssystems zwar vor auswärtigen Feinden sicher, hätten dafür aber alle persönlichen Freiheiten aufgeben müssen und seien so zu ihrem eigenen elil geworden. Aufrechterhalten werde dieses sich im inneren Zerfall befindliche System, das an das kommunistische System der Sowjetunion erinnere, durch die ständige Überwachung der Untertanen durch den streng hierarchisch aufgebauten militärischen Apparat.
Demgegenüber stelle der Autor den Freiheitsdrang der Flüchtlinge des Sandleford-Geheges, die sich gegen die Unterdrücker auflehnten und die in den Sagen um El-ahrairah überlieferten alten Ideale des Kaninchenvolks ehrten. Nur weil sie sich von Rückschlägen nicht entmutigen ließen und ihren Feinden heroisch trotzten, könnten die Helden am Schluss in Freiheit und Sicherheit leben. Umstritten ist allerdings, ob es sich beim Gesellschaftssystem des Geheges von Watership Down um eine Demokratie oder doch eher um eine Monarchie handle, in der Hazel als weiser und gerechter Herrscher fungiere.

### Führung
Zwei Offiziere der britischen Armee, deren Untergebener er während seines Einsatzes im Zweiten Weltkrieg war, waren laut Richard Adams „[von] Bedeutung für das Buch, da meine Erinnerung an sie die Idee für Hazel und die anderen Kaninchen lieferte.“ (Originalzitat: ”[of] importance to this book, since later, from my memory, they provided the idea for Hazel and his rabbits.“) Weiter führte er aus, dass auch das Konzept einer sich großen Gefahren aussetzenden Gruppe, die sich aus unterschiedlichen und doch aufeinander angewiesenen Charakteren zusammensetze, auf seinen eigenen Erfahrungen in der Armee beruhe. Während in einigen Analysen die Ansicht vertreten wird, dass Unten am Fluss nicht als politische Allegorie verstanden werden sollte, besteht weitgehend Einigkeit darüber, dass im Werk dargestellt werde, was gute und was schlechte Führung ausmache.
Während es in Cowslips Gehege an jeder ordnenden Hand fehle, sei auch ein Tyrann wie General Woundwort über kurz oder lang zum Scheitern verurteilt. Hazel stehe dagegen exemplarisch für das auf Mut und Kameradschaft basierende Idealbild des Anführers einer militärischen Einheit. Obwohl Bigwig größer und stärker als Hazel sei, stelle er Hazels Führungsanspruch niemals infrage, sondern unterstütze ihn tatkräftig. Hazel setze die jeweiligen Talente der anderen Gruppenmitglieder optimal ein, so dass aus den Flüchtlingen mit der Zeit eine eingeschworene Gemeinschaft werde, die zusammen auch schier aussichtslos scheinende Situationen meistere. Hazel selbst sei dazu bereit, sein eigenes Leben für das Wohlergehen seiner Gefährten aufs Spiel zu setzen, womit er sich deren Respekt verdiene. Gleichzeitig werde er aber auch nicht als unfehlbarer Superman porträtiert und ignoriere etwa in Cowslips Gehege Fivers Warnungen, was ihn menschlich erscheinen lasse.

### Heimat

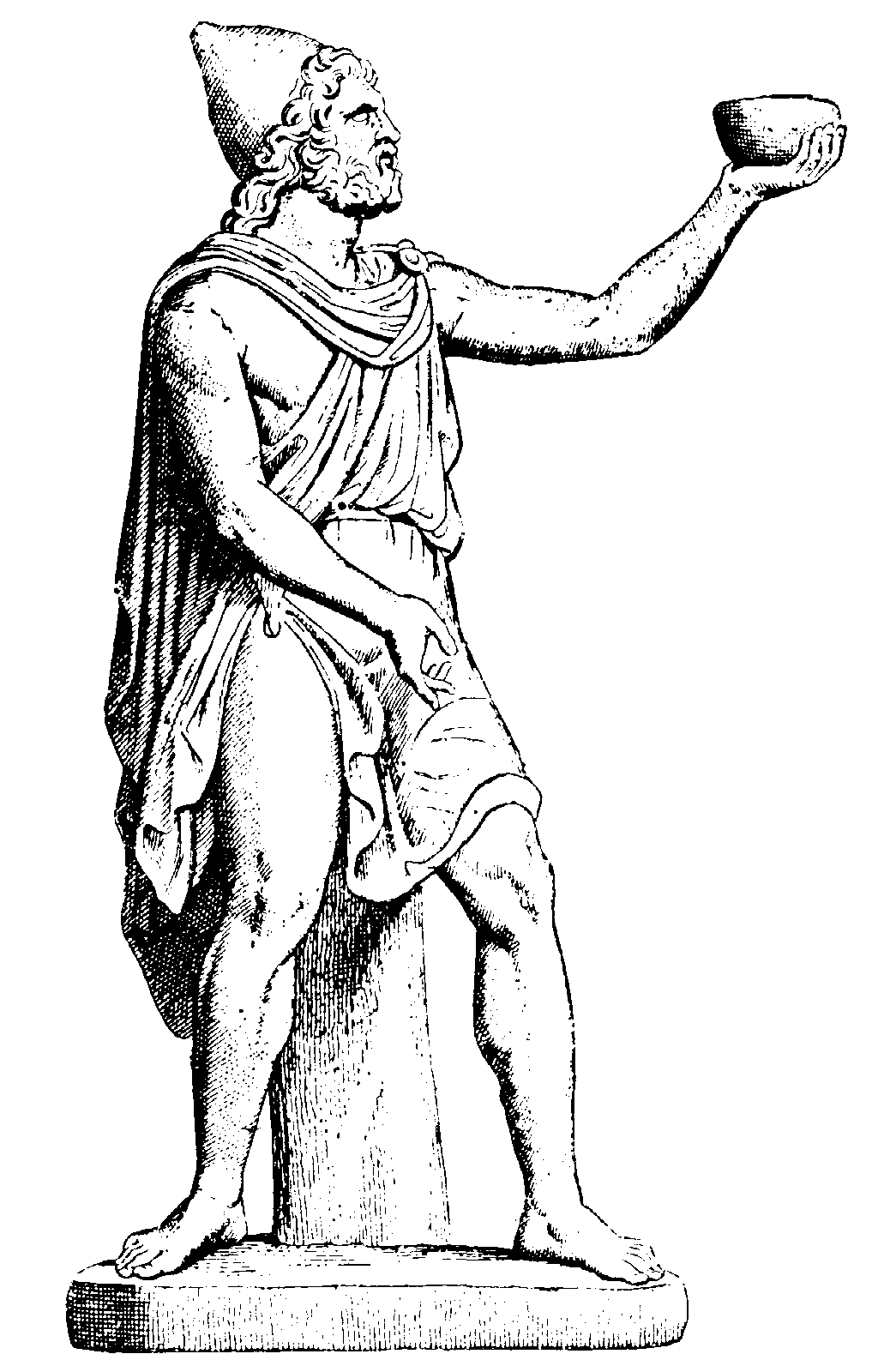
Hazel, der Odysseus der Kaninchen?

Unten am Fluss weist Parallelen mit dem 2. Buch Mose im Alten Testament auf, die nicht zuletzt in einer kurzen Inhaltsangabe auf der ersten Seite der 25. Auflage der im Ullstein-Verlag erschienenen deutschen Ausgabe aufgegriffen werden: „Die weltbekannte Saga vom Exodus der Kaninchen enthält […] alles, was die Abenteuer eines wandernden Volkes ausmacht: Bedrohung der alten Heimat, Prophezeiung des Untergangs, […], Abenteuer ohne Zahl im feindlichen wie im gelobten Land.“ Trotz dieses der Geschichte zugrunde liegenden biblischen Motivs ist Unten am Fluss anders als Der König von Narnia aber nicht als christlich motiviertes Werk anzusehen, da nicht erkennbar ist, dass eine explizit christliche Botschaft verbreitet werden soll.
Gerade in wissenschaftlichen Arbeiten wurde Unten am Fluss dagegen häufig mit Homers Odyssee verglichen; sowohl von Edward A. Schmoll als auch Kenneth F. Kitchell, Jr. wurde dabei die Frage bejaht, ob es sich bei Unten am Fluss um ein Epos in der Tradition der Odyssee und Aeneis handle. Wenngleich die Helden auf der Suche nach einer neuen Heimat und nicht nach dem alten Zuhause seien, gebe es genügend Übereinstimmungen zwischen den in relativ in sich abgeschlossenen Abschnitten erzählten Abenteuergeschichten. Hazels Rolle als Anführer einer Gruppe, die ihre überlegenen Gegner mit List und Tücke besiegt, wird dabei mit der Odysseus’ verglichen. Auch Charles McGrath bezeichnete in seiner Rezension für die New York Times Unten am Fluss als „die Odyssee und Ilias der Kaninchen“ (Originalzitat: „the Odyssey and Iliad of rabbits“). Gregg Levoy führte aus, dass sich Menschen jeder Kultur und Altersgruppe in derartigen Abenteuergeschichten wiederfinden würden, da sich jeder irgendwann in einer Situation der Heimatlosigkeit und des Umbruchs befinde, aus der man schließlich als gewachsene Persönlichkeit hervorgehe.
„Heimat“ dürfe dabei aber nicht mit einem Ort gleichgesetzt werden, der nur Schutz vor den Naturgewalten biete, gleichzeitig aber kein friedliches Leben im Kreise der Familie und der Gemeinschaft ermögliche. Schon zu Beginn des zweiten Teils erreichten die Helden schließlich den Watership Down, aber erst nach dem endgültigen Sieg über Woundwort werde der dort von ihnen angelegte Bau zu einer echten Heimat für sie. Weder die Gehege von Cowslip und Efrafa stellten in diesem Sinne eine Heimat für die dort lebenden Kaninchen dar, da sie dort ein Leben führten, das mit ihrer Natur als Kaninchen unvereinbar sei.

### Umweltschutz

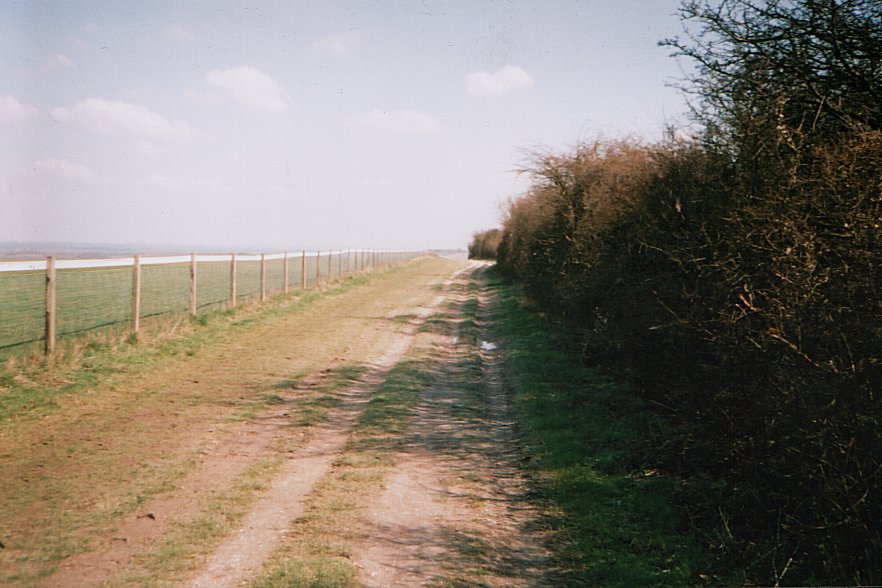
Feldweg und eingezäuntes Gelände auf dem Watership Down (März 2004)

Gelegentlich wurde festgestellt, dass das in Unten am Fluss beschriebene Naturidyll nicht dem tatsächlichen Zustand der Gegend um den Watership Down entspreche, und gewisse menschliche Eingriffe in die Landschaft von Richard Adams aus praktischen Gründen verschwiegen werden mussten. Tatsächlich liege jedoch der Schluss nahe, dass die Handlung von Unten am Fluss nicht in der gleichen Zeit angesiedelt sei, in der das Buch geschrieben wurde, sondern ein paar Jahrzehnte früher.
Unabhängig davon werde in Unten am Fluss, wie auch in vielen anderen modernen Tiergeschichten, die Zerstörung der Umwelt durch den Menschen angeprangert, was nicht zuletzt am Beispiel der rücksichtslosen Zerstörung des Sandleford-Geheges deutlich werde. Immer wieder stehe der Gegensatz zwischen der idyllischen Natur und den verwerflichen menschlichen Handlungen, die sogar einer der entscheidenden Auslöser für die die Abschottung Efrafas von der Außenwelt gewesen seien, im Mittelpunkt der Handlung. Wieder etwas ins Positive gekehrt werde dieses misanthropische Weltbild dadurch, dass Hazel am Schluss von der Bauerstochter Lucy gerettet werde.
Nicht verwunderlich ist daher, dass Unten am Fluss viele Anhänger unter den Mitgliedern der in den 1970er Jahren entstehenden Umweltbewegung gewinnen konnte. Richard Adams stellte den ungleichen Kampf zwischen Mensch und Tier auch in seinem Werk Die Hunde des Schwarzen Todes aus dem Jahr 1982 in den Mittelpunkt. Obwohl er sich als Präsident der Royal Society for the Prevention of Cruelty to Animals für Tierschutz und die Einstellung der Fuchsjagd in England engagierte, gab er in Interviews an, dass er kein sentimentaler Umweltschützer sei und es für gerechtfertigt halte, Kaninchen zu töten, wenn sich diese zu einer Plage entwickeln würden.

## Kritik am vermittelten Frauenbild
Unten am Fluss wurde vielfach für die stiefmütterliche Behandlung der weiblichen Protagonisten kritisiert. So rügte Nicholas Tucker in einem Nachwort der Ausgabe von Puffin Modern Classics aus dem Jahr 1993, dass die weiblichen Kaninchen „nicht viel mehr als Gebärmaschinen“ seien. (Originalzitat: „little more than passive baby-factories“) Selma G. Lanes war sogar der Meinung, dass der literarische Wert des Werks durch die zur Schau gestellte „[…] Einstellung gegenüber Frauen, die ihre Entsprechung eher in Hugh Hefners Playboy findet als in R. M. Lockleys ‚The Private Life of the Rabbit‘“, gemindert werde. (Originalzitat: ”[…] attitude toward females that finds more confirmation in Hugh Hefner’s 'Playboy' than R.M. Lockley’s ’The Private Life of the Rabbit‘“) Tatsächlich fällt keinem weiblichen Kaninchen eine Hauptrolle zu und von den acht die Flucht überlebenden Weibchen aus Efrafa werden nur die folgenden drei namentlich genannt: Hyzenthlay, Thethuthinnang und Vilthuril.
Dieser feministischen Kritik wurde entgegnet, dass die Rolle von Hyzenthlay, der Anführerin der Rebellinnen des Efrafa-Geheges häufig unterschätzt werde und sich die Einführung von Violet in der Zeichentrickfilmadaption negativ auf den Handlungsverlauf ausgewirkt habe. Andere Leser zogen es sogar generell in Zweifel, ob es zulässig sei, derartige moralische Überlegungen auf rein fiktive Gesellschaftssysteme anzuwenden. Obendrein würde der ganzen Geschichte die Grundlage entzogen, wenn männliche und weibliche Kaninchen gleichberechtigt nebeneinander gestellt werden würden. Gelegentlich wurde auch darauf verwiesen, dass der Wunsch der Kaninchen nach Weibchen und dem Erhalt des Geheges den Umstand widerspiegle, dass Richard Adams eigene Ehe lange Zeit ungewollt kinderlos blieb.

## Einordnung als Kinderbuch
Umstritten ist, ob es sich bei Unten am Fluss tatsächlich um eine für jüngere Kinder geeignete Lektüre handelt, wie auch von Richard Adams selbst behauptet wurde. Zum einen wird angeführt, dass sie die lange und symbolisch aufgeladene Geschichte intellektuell überfordere, zum anderen wird mit dem zur Schau gestellten Gewaltgrad argumentiert. Sowohl die von Woundwort und seinen Untergebenen begangenen Grausamkeiten als auch die zahlreichen Kämpfe würden nicht oberflächlich abgehandelt, sondern explizit geschildert. Auch die drastische Schilderung der Qualen, die der Held El-ahrairah in der „Geschichte von El-ahrairah und dem Schwarzen Kaninchen von Inlé“ auf sich nehme, lasse Unten am Fluss wenig geeignet für jüngere Kinder erscheinen.

## Entstehung und Veröffentlichung
In einem Interview strich Richard Adams heraus, dass er maßgeblich von Joseph Campbells Buch Der Heros in tausend Gestalten (englischer Originaltitel: The Hero with a Thousand Faces) dazu inspiriert wurde, selbst Geschichten zu erzählen. Die Grundzüge der Handlung von Unten am Fluss gehen auf eine Geschichte zurück, die er seinen beiden acht- bzw. neunjährigen Töchtern Rosamond und Juliet während einer dreistündigen Autofahrt von London nach Stratford-upon-Avon (und zurück) erzählte und mit den Worten ”Once upon a time there were two rabbits called Hazel and Fiver.“ begann. In den nächsten drei Wochen erzählte der damals 47-Jährige während der täglichen Fahrten zur Schule der beiden Kinder weitere Kapitel der Handlung, die sich noch wesentlich vom später veröffentlichten Manuskript unterschied, zum Beispiel fehlte der Abschnitt in Cowslips Gehege. Erst nach deren Bitte, die Geschichte als Buch zu veröffentlichen, begann er mit dem Schreiben des Buches, was 18 Monate in Anspruch nahm. Zu dieser Zeit war Richard Adams hauptberuflich als Beamter für das Ministry of Housing and Local Government in London, ein Vorläufer des späteren britischen Umweltministeriums, tätig.
Obwohl Richard Adams schon mehr als die Hälfte des Buches fertiggestellt hatte, bevor er auf das Sachbuch Das Geheime Leben der Kaninchen (englischer Originaltitel: The Private Life of the Rabbit) des britischen Naturforschers Ronald M. Lockley aufmerksam wurde, hob er in einer Danksagung dessen Einfluss auf die realistische Darstellung des Verhaltens von Wildkaninchen hervor. In seinem 1965 erschienenen Werk stellte Ronald M. Lockley das Sozialverhalten von Wildkaninchen dar, das er zuvor in einer dreijährigen Studie erforscht hatte. Später stellte dieser jedoch klar, dass einige wesentlichen Elemente der Handlung trotzdem unrealistisch seien; so sei es undenkbar, dass sich eine elfköpfige Gruppe junger Rammler auf die Suche nach einem neuen Gehege mache.
Das im Jahr 1969 fertiggestellte Manuskript wurde von vier Buchverlagen und drei Literaturagenten abgelehnt, bevor es 1970 von Rex Collings akzeptiert wurde, die das Buch allerdings erst im Jahr 1972 in Großbritannien in einer Startauflage von 2.000 Stück veröffentlichten. Watership Down war einer von zehn Titelvorschlägen von Richard Adams, nachdem der ursprüngliche Titel Hazel and Fiver beim Verlag keinen Anklang gefunden hatte. Von den anderen Verlagen wurde das Manuskript unter anderem mit der Begründung abgelehnt, dass sich Jugendliche nicht für eine Geschichte über Kaninchen interessieren würden, wogegen die komplexe Handlung jüngere Kinder überfordere.
Nachdem der Verkauf des Buchs nicht zuletzt aufgrund der mangelnden finanziellen Mittel des Verlags schleppend begann, führten zahlreiche in euphorischem Ton gehaltene Kritiken dazu, dass Unten am Fluss zu einem Bestseller wurde. Während Unten am Fluss, inzwischen von Penguin Books verlegt, in Großbritannien hauptsächlich als Kinderbuch vermarktet wurde, richtete sich die Werbung im Rest der Welt verstärkt an erwachsene Leser. Nach der Veröffentlichung in den Vereinigten Staaten von Amerika am 18. März 1974 war Unten am Fluss laut der Publishers Weekly’s Best-Seller List dort zwölf Wochen lang vom 15. April 1974 bis zum 22. Juli 1974 das am häufigsten verkaufte Buch.
Nach der Veröffentlichung seines nächsten Romans Shardik im Jahr 1974 gab Richard Adams seinen ursprünglichen Beruf auf und wurde hauptberuflicher Schriftsteller.

## Wirkung
Aufgrund seines großen kommerziellen Erfolgs gilt Unten am Fluss als Wegbereiter für später erschienene Tierromane wie den Redwall-Zyklus von Brian Jacques; insbesondere für solche, die sich aufgrund ihres eher ernsten Grundtons verstärkt an erwachsene Leser wendeten. Unten am Fluss habe laut Cathi D. MacRae sogar stilbildend auf das Genre gewirkt, da spätere Geschichten häufig Konzepte aus Unten am Fluss aufgegriffen hätten. Zum einen unterscheide sich die Kultur der tierischen Protagonisten stärker als früher von der der Menschen, und zum anderen handelten die Geschichten oft von einem visionären Anführer, der sein Volk vor einer großen, zumeist vom Menschen ausgehenden, Bedrohung retten müsse.
Auf Unten am Fluss und die dort eingeführten Konzepte wurde in der Folgezeit auch in einigen Büchern, Filmen oder Fernsehserien Bezug genommen. Referenzen finden sich etwa in drei Werken des Schriftstellers Stephen King, zum Beispiel werden im Roman Schwarz einige Kaninchen angesprochen, die gerade beim silflay seien. Trotz des langen Zeitraums seit der Veröffentlichung gibt es immer noch zahlreiche begeisterte Anhänger von Unten am Fluss, die dies zum Beispiel durch die Teilnahme an im Szenario des Buchs angesiedelten Rollenspielen wie Bunnies and Burrows ausdrücken.

## Auszeichnungen
Unten am Fluss wurde im Jahr der Veröffentlichung, 1972, mit der Carnegie Medal ausgezeichnet und im folgenden Jahr mit einem Guardian Award. Im Jahr 2003 wurde es außerdem in einer Umfrage unter den Zuschauern der BBC auf Platz 42 der 100 besten Bücher aller Zeiten gewählt.

## Ausgaben

### Englische Originalausgabe
Während sich die von Penguin Books veröffentlichten Ausgaben für Großbritannien an der Erstausgabe von Rex Collings orientieren, gehen die zum Beispiel von Avon veröffentlichten amerikanischen Ausgaben sowie die deutsche Übersetzung auf die zweite Auflage zurück. Zwischen diesen Versionen gibt es zwei Unterschiede: Während die zweite Auflage zusätzliche Literaturzitate zu Beginn des 21. Kapitels und des Nachworts enthält, wird Hazel in den britischen Ausgaben schon im später gekürzten elften Kapitel als „Hazel-rah“ und „Oberkaninchen“ angesprochen; ferner wird Bigwigs Konfrontation mit Woundwort angedeutet.
- Richard Adams: Watership Down. Penguin Books, London 2001, ISBN 978-0-14-003958-0. (aktuelle britische Ausgabe)
- Richard Adams: Watership Down. Scribner, New York 2005, ISBN 978-0-7432-7770-9. (aktuelle amerikanische Ausgabe)
- Richard Adams: Watership Down. Rex Collings, London 1972, ISBN 0-901720-31-3. (Erstausgabe)
- Andrew Sachs: Watership Down. Penguin Children’s Audiobooks, London 1997, ISBN 978-0-14-086692-6. (Hörbuch)

### Deutsche Übersetzungen
Die deutsche Übersetzung von Egon Strohm wurde erstmals im Jahr 1975 vom Ullstein Verlag veröffentlicht; die aktuelle 25. Auflage erschien im Jahr 2004. Aus Anlass des 50. Jahrestages der Veröffentlichung erschien 2023 im Ullstein Verlag eine Neuübersetzung von Henning Ahrens. Der deutsche Titel Unten am Fluss spielt wahrscheinlich auf den Fluss Test an, auf dem die Helden zu Beginn des vierten Teils den Verfolgern aus Efrafa entkommen. Auch in etlichen anderen Sprachen weicht der Titel vom Original ab, so lautet der tschechische Titel Daleká cesta za domovem (Der lange Weg nach Hause) und der italienische La collina dei conigli (Der Hügel der Kaninchen). Aufgrund des hohen Bekanntheitsgrads des englischen Titels Watership Down wird dieser jedoch als zusätzlicher Untertitel auf dem Cover und dem Klappentext der deutschen Ausgabe angegeben. In der Übersetzung wurden alle Eigennamen im englischen Original belassen, beispielsweise heißt Dandelion in der deutschen Ausgabe nicht Löwenzahn. Auffällig ist, dass warren nur mit „Kaninchenbau“ übersetzt wird, wenn das physische Bauwerk gemeint ist, und ansonsten mit „Gehege“. Hiermit sind jedoch nicht vom Menschen angelegte Gehege im eigentlichen Sinne gemeint, stattdessen wird mit dem Begriff auf die im Bau lebende Kaninchengemeinschaft Bezug genommen.
- Egon Strohm: Unten am Fluss – »Watership Down«. Beltz, Weinheim 2006, ISBN 978-3-407-74010-6. (deutsche Ausgabe)
- Egon Strohm: Unten am Fluss – »Watership Down«. Ullstein Taschenbuch, München 2004, ISBN 978-3-548-25937-6. (deutsche Ausgabe)
- Henning Ahrens: Unten am Fluss – »Watership Down«. Ullstein Verlag, Berlin 2023, ISBN 978-3-550-20236-0. (deutsche Ausgabe/Neuübersetzung)
- Unten am Fluss – Watership Down. Der Hörverlag, München 2005, ISBN 3-89940-650-8. (Hörspiel auf Grundlage der Übersetzung von Egon Strohm mit Christian Brückner, Joachim Kaps, Thomas Schendel u. a.)
- Unten am Fluss – Watership Down. Hörbuch Hamburg 2018, ISBN 978-3-8449-1787-1 (ungekürztes Hörbuch, gelesen von Oliver Siebeck)

## Adaptionen und Fortsetzungen
Im Jahr 1978 erschien ein gleichnamiger Zeichentrickfilm Watership Down (deutscher Titel: Unten am Fluss) von Regisseur Martin Rosen, wobei die ursprüngliche Geschichte jedoch nicht vollständig originalgetreu adaptiert wurde. Zu den wesentlichen Änderungen zählt, dass sich unter den Flüchtlingen mit Violet auch ein Weibchen befindet. Sie wird später von einer Eule gerissen, und Blackavar wird im Kampf um Watership Down von General Woundwort getötet, was ebenfalls einen Unterschied zur Vorlage darstellt, in der kein näher eingeführtes Gruppenmitglied stirbt. Weitere Änderungen am Handlungsverlauf ergaben sich durch die notwendigen Kürzungen im Vergleich zur Vorlage. Ungeachtet anfänglicher Schwierigkeiten, Investoren für das Projekt zu finden, war auch der Zeichentrickfilm erfolgreich und erreichte zum Beispiel in Großbritannien und den Niederlanden den ersten Platz in den Kinocharts. Nicht unwesentlichen Anteil daran hatte das von Mike Batt komponierte und von Art Garfunkel gesungene Titellied Bright Eyes, das zu einem europaweiten Hit wurde.
Der Roman wurde zudem zweimal als Hörspiel adaptiert:
- DeutschlandRadio Berlin 1994 (ca. 286 Min.):
  - Bearbeitung: Sebastian Goy
  - Musik: Klaus Buhlert
  - Regie: Ulrike Brinkmann
  - Darsteller: Christian Brückner (Erzähler), Joachim Kaps (Hazel), Michael Maertens (Fiver), Martin Seifert (Bigwig), Dieter Mann (Woundwort) u. a.
- Südwestrundfunk 2006 (ca. 162 Min.):
  - Bearbeitung und Regie: Leonhard Koppelmann
  - Musik: Henrik Albrecht
  - Darsteller: Peter Fricke (Erzähler), Marc Hosemann (Hazel), Jens Wawrczeck (Fiver), Gottfried Breitfuß (Bigwig), Rainer Basedow (Woundwort) u. a.

Im Jahr 1996 veröffentlichte Richard Adams das Buch Tales from Watership Down, das jedoch keine Fortsetzung im eigentlichen Sinne darstellt, sondern neben neuen Sagen um El-ahrairah eine Sammlung kurzer Geschichten enthält, die nach den in Unten am Fluss dargestellten Szenen spielen. Eine deutsche Übersetzung ist unter dem Titel Neues vom Watership Down erhältlich. Neues vom Watership Down konnte jedoch nicht an den Erfolg des Vorgängers anknüpfen. Grund dafür war vor allem, dass die abgeschlossene Handlung des ersten Teils keinen Ansatz für weitere spannende Abenteuer bot, wie es auch Chris Boyce in seiner rhetorischen Frage „[…] wie viele großartige Momente kann ein einzelner Kaninchenbau haben?“ formulierte. (Originalzitat: ”[…] just how many great moments can one rabbit warren have?“) Als unpassend wurde auch der Versuch empfunden, mit Hyzenthlay ein weibliches Oberkaninchen einzuführen.
Von 1999 bis 2001 wurde unter dem Titel Watership Down eine Zeichentrickserie ausgestrahlt, die noch deutlicher als der Zeichentrickfilm von der Buchvorlage abwich und sich verstärkt an ungefähr sechs- bis zwölfjährige Kinder als Zielgruppe richtete. Martin Rosen fungierte diesmal als Produzent der aus jeweils 13 Episoden bestehenden drei Staffeln der Zeichentrickserie. Im deutschsprachigen Fernsehen wurde sie unter dem Titel Unten am Fluss – Watership Down erstmals zwischen 2000 und 2001 von Super RTL ausgestrahlt. Auf Grundlage der Animationsvorlagen der Zeichentrickserie wurden auch drei Computerspiele entwickelt, die sich dem Adventuregenre zuordnen lassen.
2018 veröffentlichten BBC und Netflix eine vierteilige, computeranimierte Miniserie unter dem Titel Unten am Fluss (Originaltitel Watership Down). Regie führte Noam Murro, zu den Sprechern zählten James McAvoy, Nicholas Hoult, John Boyega und Ben Kingsley.
1977 veröffentlichte Bo Hansson unter dem Titel El-Ahrairah (international veröffentlicht als Music inspired by Watership Down) ein Instrumental-Album zum Buch, während die Post-Hardcore-Band Fall of Efrafa ihr gesamtes musikalisches Wirken auf die Mythologie des Romans bezog.
2023 erschien eine Comic-Adaption von James Sturm und Joe Stuphin bei Ten Speed Graphics (in dt. Übersetzung bei Ullstein), die 2024 einen Eisner Award in der Kategorie Best Adaption from another Medium erhielt.